# Max Plaxton
Max Plaxton (nascido em 29 de maio de 1985) é um ciclista canadense, especialista em provas de mountain bike. Ele conquistou a medalha de prata nos Jogos Pan-Americanos de Guadalajara 2011, competindo na prova de cross-country. Voltou a competir na mesma prova nos Jogos Olímpicos de 2012 em Londres, mas não conseguiu terminar.